# شاهدخت مارگاریتای یونان و دانمارک
شاهدخت مارگاریتای یونان و دانمارک (یونانی: Πριγκίπισσα Μαργαρίτα της Ελλάδας και Δανίας؛ دانمارکی: Margarita af Grækenland (‏۱۸ آوریل ۱۹۰۵ – ۲۴ آوریل ۱۹۸۱) اولین فرزند شاهزاده اندروی یونان و دانمارک و شاهدخت آلیس باتنبرگ خواهر بزرگ شاهزاده فیلیپ، دوک ادینبرو بود. او در ۱۸ آوریل ۱۹۰۵ در کاخ سلطنتی آتن متولد شد. وی در ۲۰ آوریل ۱۹۳۱ در لانگنبورگ با شاهزاده گوتفرید هوهنلوهه-لانگنبورگ ازدواج کرد که حاصل این ازدواج شش فرزند بود. مارگاریتا در ۲۴ آوریل ۱۹۸۱ در سن ۷۶ سالگی در لانگنبورگ درگذشت.